# Colline dell'Albegna e del Fiora
Le Colline dell'Albegna e del Fiora occupano la parte centro-meridionale della provincia di Grosseto, a cavallo tra i due omonimi corsi d'acqua, e si estendono nei territori comunali di Magliano in Toscana, Scansano, Roccalbegna, Semproniano, Manciano e Capalbio. L'area include anche le zone collinari a nord dell'Albegna che rientrano nel proprio spartiacque. Il territorio complessivo ha una popolazione di 22 598 abitanti.

## Territorio
L'area geografica è chiusa a nord dal cono vulcanico del Monte Amiata, a est si inoltra al di là del fiume Fiora nell'area del tufo (dove interessa i comuni di Pitigliano e Sorano) che ne costituisce l'appendice orientale, a sud è delimitata dal confine con la regione Lazio, a sud-ovest digrada dolcemente verso la pianura maremmana, mentre a nord-ovest risulta in continuità con le propaggini collinari sud-orientali della Valle dell'Ombrone.
Tra le dolci colline, si aprono alcune vallate lungo i corsi d'acqua a regime torrentizio che confluiscono verso i due fiumi principali della zona, l'Albegna e il Fiora.
Il paesaggio è caratterizzato da castagneti che ricoprono le vette più alte delle colline nell'area tra Roccalbegna e Semproniano, dove raggiungono i 769 metri s.l.m. sul Monte Faete, mentre alle quote più basse si trovano boschi di macchia mediterranea e sugherete; la vegetazione fluviale è presente lungo i corsi d'acqua.

### Clima
Il clima dell'area può essere suddiviso in tre zone distinte. Nella parte più interna tra Roccalbegna e Semproniano si registrano le temperature medie più basse e le precipitazioni più abbondanti attorno ai 1000 mm annui che introducono al clima montano dell'Amiata; nella fascia intermedia che interessa i comuni di Scansano e Manciano le temperature hanno valori un po' più alti e le precipitazioni si aggirano sugli 800 mm annui; i territori di Magliano in Toscana e Capalbio risentono invece maggiormente dell'influenza del mare ed hanno temperature medie corrispondenti a quelle della Maremma grossetana e modesti valori precipitativi che localmente possono essere abbondantemente al di sotto dei 600 mm annui. In generale, le precipitazioni si concentrano soprattutto nei mesi autunnali, ma nelle aree più interne risultano rilevanti anche in primavera e, nel periodo estivo, come brevi ma intense manifestazioni temporalesche termo-convettive pomeridiane o serali.
Nella tabella sottostante sono riportati i dati climatici medi relativi al trentennio 1951-1980, forniti da alcune stazioni facenti capo al servizio idrologico.
| Località            | latitudine | altitudine       | temperatura media annua | precipitazioni medie annue | media di riferimento |
| Cana                |            | 502 metri s.l.m. | 13,0 °C                 | 1.092 mm                   | 1951-1980            |
| Montorgiali         |            | 345 metri s.l.m. | 13,7 °C                 | 868 mm                     | 1951-1980            |
| Roccalbegna         |            | 525 metri s.l.m. | 12,9 °C                 | 1.264 mm                   | 1951-1980            |
| Petricci            |            | 750 metri s.l.m. | 11,6 °C                 | 1.252 mm                   | 1951-1980            |
| Triana              |            | 767 metri s.l.m. | 11,1 °C                 | 1.128 mm                   | 1951-1980            |
| Usi                 |            | 370 metri s.l.m. | 13,7 °C                 | 1.042 mm                   | 1951-1980            |
| Poggio Capanne      |            | 438 metri s.l.m. | 13,3 °C                 | 1.083 mm                   | 1951-1980            |
| Magliano in Toscana |            | 130 metri s.l.m. | 15,1 °C                 | 602 mm                     | 1951-1980            |
| Marsiliana          |            | 120 metri s.l.m. | 15,2 °C                 | 750 mm                     | 1951-1980            |
| Campigliola         |            | 242 metri s.l.m. | 14,5 °C                 | 898 mm                     | 1951-1980            |
| Manciano            |            | 443 metri s.l.m. | 13,3 °C                 | 884 mm                     | 1951-1980            |
| Pomonte             |            | 193 metri s.l.m. | 14,7 °C                 | 849 mm                     | 1951-1980            |
| Scansano            |            | 500 metri s.l.m. | 13,0 °C                 | 1.004 mm                   | 1951-1980            |
| Montemerano         |            | 304 metri s.l.m. | 14,1 °C                 | 906 mm                     | 1951-1980            |
| Poggio Perotto      |            | 82 metri s.l.m.  | 15,4 °C                 | 692 mm                     | 1951-1980            |
| Montiano            |            | 261 metri s.l.m. | 14,4 °C                 | 650 mm                     | 1951-1980            |
| Capalbio            |            | 109 metri s.l.m. | 15,2 °C                 | 689 mm                     | 1951-1980            |
| Monte Alzato        |            | 47 metri s.l.m.  | 15,6 °C                 | 654 mm                     | 1951-1980            |

### Sorgenti termali
Ai piedi del borgo medievale di Saturnia, si trovano le rinomate sorgenti termali sulfuree, con stabilimenti sia liberi che attrezzati.

## Monumenti e luoghi d'interesse

### Centri Storici
- Magliano in Toscana
- Montiano
- Pereta
- Scansano
- Montorgiali
- Roccalbegna
- Cana
- Triana
- Semproniano
- Rocchette di Fazio
- Manciano
- Saturnia
- Montemerano
- Capalbio

### Castelli, ville e fattorie
- Castello di Montepò, nel territorio comunale di Scansano.
- Castello di Cotone, nel territorio comunale di Scansano.
- Fattoria di Pomonte, nel territorio comunale di Scansano.
- Castello di Triana, nel territorio comunale di Roccalbegna.
- Castello di Catabbio, nel territorio comunale di Semproniano.
- Villa di Corte Vecchia, nel territorio comunale di Semproniano.
- Fattoria di Marsiliana, nel territorio comunale di Manciano.
- Fattoria della Campigliola, nel territorio comunale di Manciano.
- Castello di Scerpena, nel territorio comunale di Manciano.
- Palazzo del Chiarone, nel territorio comunale di Capalbio.

### Abbazie e monasteri
- Monastero di San Bruzio, nel territorio comunale di Magliano in Toscana.
- Convento del Petreto, nel territorio comunale di Scansano.

### Parchi e Giardini
- Il Giardino dei Tarocchi (nel territorio comunale di Capalbio) si estende nella campagna a sud-est rispetto al capoluogo, all'interno della Tenuta di Garavicchio. Il giardino esoterico venne costruito a partire dal 1979 dall'artista francese Niki de Saint Phalle che si ispirò al suggestivo Parco Güell di Barcellona, opera dell'architetto catalano Antoni Gaudí. Nel parco si trovano le sculture raffiguranti le ventidue carte dei Tarocchi, scolpite e rivestite con vari materiali pregiati tra cui vetri di Murano, specchi e ceramiche multicolore: il bosco di macchia mediterranea contribuisce a conferire al giardino un meraviglioso aspetto fiabesco.